# Cantone di El Carmen
Il Cantone di El Carmen è un cantone dell'Ecuador che si trova nella Provincia di Manabí.
Il capoluogo del cantone è El Carmen.
Nonostante la zona sia popolata dal 1942 il cantone fu creato solo nel 1967, dopo gli sforzi dei cittadini con l'appoggio dell'intera provincia.
Chiamato anche " la porta d'oro di Manabì" per il fatto che la strada principale che dall'interno della provincia per Quito passa per El Carmen, deve il nome in onore della Vergine del Carmen.
Nel territorio spicca la coltivazione di diverse varietà di banano e di platano, prima risorsa di sostentamento degli abitanti della zona.